# 德扬·佩特科维奇
德扬·佩特科维奇（Dejan Petković，1972年9月10日—），是塞尔维亚足球运动员，曾效力于西甲、意甲、巴西等许多知名俱乐部，也曾在中国联赛效力于上海申花。

## 职业生涯

### 尼什劳工足球会
佩特科维奇的球员生涯始于1988年的尼什劳工足球会。在同一年，他遇到了他未来的妻子维奥莱塔。他成为南斯拉夫足球甲级联赛历史上最年轻的参加正式比赛的球员，于1988年9月25日首次亮相，当时他只有16岁零15天，对手是萨拉热窝的泽列兹尼察，因此比米塔尔·姆尔凯拉的记录早了一天。球队在那场比赛中最终以4-0获胜。佩特科维奇的年龄记录后来被斯拉夫科·佩罗维奇和达尼耶尔·阿莱克西奇打破。佩特科维奇仍然帮助他的第一个俱乐部，此后该俱乐部衰落了。

### 贝尔格莱德红星
1992年7月，佩特科维奇被贝尔格莱德红星买入。虽然还不到20岁，但他以熟练的技术而闻名。由于德扬·萨维切维奇、达尔科·潘采夫、弗拉基米尔·尤戈维奇和西尼沙·米哈伊洛维奇等成熟的南斯拉夫国脚在同一夏天离开了俱乐部，佩特科维奇被新任主教练米兰·日瓦迪诺维奇直接安排到一线队，在贝尔格莱德的第一个赛季就出场30场联赛并打入5球。
他最终在红星队呆到了1995年12月（三个半赛季），赢得了两个南斯拉夫甲级联赛冠军。他转会到皇家马德里是在1995年夏天达成的，但红星决定留住他参加1995-96年的欧联杯，俱乐部在因地区冲突而受到多年体育制裁后终于被允许回到欧洲赛场，预计会有好的表现。然而，红星在预选赛中被瑞士俱乐部纳沙泰尔淘汰。

### 西甲
1995年12月，23岁的佩特科维奇加盟西班牙豪门皇家马德里。在他到来的时候，俱乐部在联赛中的位置并不理想，只是徘徊在欧洲排名的第6和第7位之外。
在主教练豪尔赫·巴尔达诺的带领下，佩特科维奇在12月17日对阵塞尔塔的比赛中首次亮相，在第65分钟替补俱乐部传奇老将米歇尔出场，皇马在主场1-0获胜。佩特科维奇将在1月3日主场对阵巴利亚多利德的比赛中再次出场。在接下来的一周里，佩特科维奇最后一次为俱乐部出场是在客场对阵低级别的梅里达。
两周内，佩特科维奇被租借到塞维利亚，在伯纳乌的一个月内没有得到首发的机会。佩特科维奇在塞维利亚完成了1995-1996赛季的西甲联赛，在8场联赛中出场（其中7场为首发），打进1球。
1996年夏天，佩特科维奇结束了在塞维利亚的租借回来。他回到的皇家马德里队与他6个月前离开的那支球队完全不同：从新任主教练法比奥·卡佩罗到进攻型左后卫罗伯托·卡洛斯，右后卫克里斯蒂安·帕努奇，进攻型中场克拉伦斯·西多夫，再到佩特科维奇的前塞维利亚队友苏克和南斯拉夫同胞普雷德拉格·米亚托维奇组成的全新锋线。
因此，前锋位置的竞争变得更加激烈。尽管卡佩罗以谨慎和防守著称，但他还是排出了由劳尔、米亚托维奇和苏克组成的三人进攻阵容，而西多夫就在他们身后。很明显，卡佩罗并不指望佩特科维奇，因为他直到赛季第四场比赛才替补上场。一周后，佩特科维奇在皇家奥维多的比赛中替补上场，这是他最后一次在马德里出场。
1997年1月，佩特科维奇被租借到桑坦德竞技。随后他短暂地回到了皇家马德里，然后被维多利亚俱乐部在一次友谊赛中发现，当时两家俱乐部都参加了这次比赛。

### 维多利亚
佩特科维奇与贝贝托和图利奥·科斯塔一起加入了维多利亚，这三人是在Excel银行的赞助下签约的。在维多利亚队，他开始了成功的巴西职业生涯，赢得了两次巴伊亚州冠军和一次东北杯。他在维多利亚一直呆到1999年，在80亿里拉的转会后，他加入了意大利的威尼斯队。

### 弗拉门戈
佩特科维奇在威尼斯并不成功，他很快回到了巴西，加入了里约热内卢的弗拉门戈。在弗拉门戈，他帮助球队赢得1999年至2001年对宿敌达伽马的历史性三连冠中的最后两个冠军。
一个月后，佩特科维奇在对阵圣保罗时的另一个任意球进球，使弗拉门戈赢得了巴西冠军杯，并在下一年重返解放者杯。他在当时非常受欢迎，被球迷们称为"宠物"。
然而，在2001年巴西竞标赛上，弗拉门戈只比降级球队高出一个位置。2002年1月，俱乐部还在南美杯决赛中输给了阿根廷的圣洛伦索，在这场比赛中，佩特科维奇被罚下。

### 达伽马
2002年，他转会到瓦斯科·达伽马，在那里一直呆到2004年。在此期间，他曾在中国的上海申花俱乐部效力过一段时间，出场22次攻入7球，并在那里赢得了2003年的联赛冠军。不幸的是，在2013年，中国足协发现申花总经理楼世芳在该赛季的比赛中贿赂官员偏袒申花，因此将撤销联赛冠军。在他第二次效力达伽马期间，他帮助球队在巴西联赛上避免降级，是俱乐部的最佳射手和最佳助手。

### 弗鲁米嫩塞
在沙特阿拉伯效力半年后，他于2005年8月回到了里约热内卢，为弗鲁米嫩塞效力。已经33岁的佩特科维奇不得不面对俱乐部球迷的某种不信任，因为他与弗拉门戈的关系。然而，他在第三场对阵克鲁塞罗体育俱乐部的比赛中的惊人表现，结束了球迷的疑虑，他在客场6-2的胜利中打进了两球。他的第一个进球是弗鲁米嫩塞队在巴西锦标赛中的第1000个进球，为佩特科维奇赢得了俱乐部总部为他准备的纪念牌。
在其他精彩的展示之后，他在巴西足协的年度颁奖典礼上连续第二次获得银球奖。在2006年的一个糟糕的赛季后，弗鲁米嫩塞不得不为保级而战，他离开了俱乐部。
2007年，他从戈亚斯签下短期合同后租借至桑托斯踢球，直到2007赛季结束。2008年，佩特科维奇为米内罗竞技队效力，在2008年3月下旬签约，成为该俱乐部百年庆典的伟大明星。然而，他的合同在赛季结束时没有被续约，这是新到任的教练埃默松·莱昂的决定，此前他在2007年12月来到桑托斯时也将佩特科维奇从那里解约。

### 回到弗拉门戈

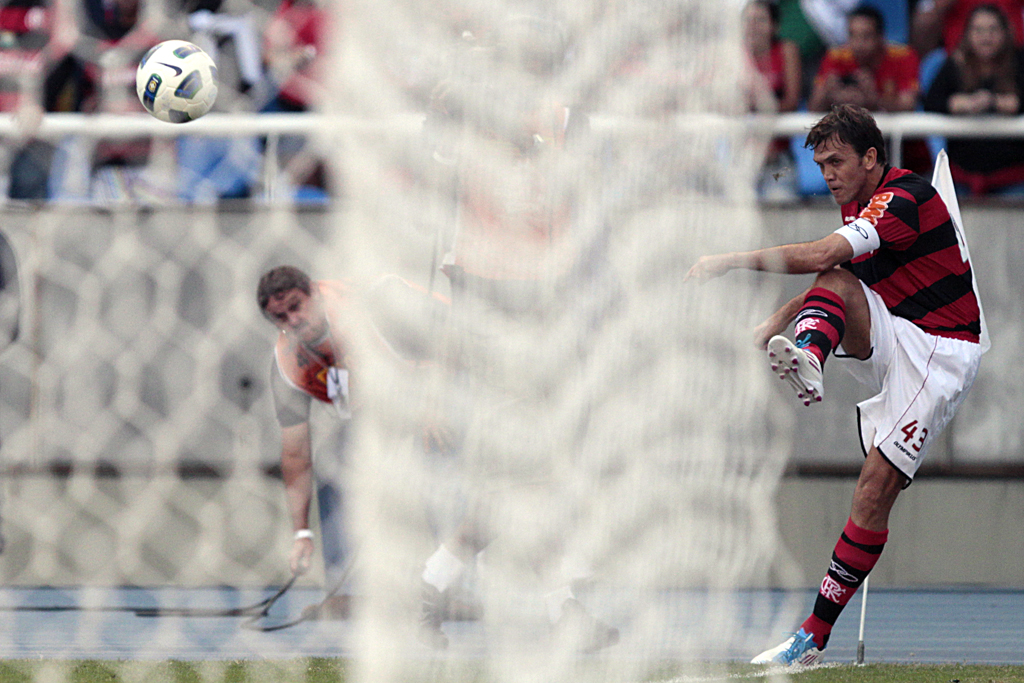
佩特科维奇为弗拉门戈开出角球

2009年5月20日，弗拉门戈宣布自由转会签下佩特科维奇，尽管之前因为900万美元的欠薪将俱乐部告上法庭。尽管在签下他之前成功地在法庭外解决了悬而未决的财务问题，佩特科维奇的回归仍然遭到了俱乐部内部很多人以及外部观察家的怀疑，甚至是断然的反对，他们都对佩特科维奇在这样一个年龄的能力产生了怀疑。一些人还对他错过了本赛季里约热内卢州锦标赛的部分比赛表示担忧，这意味着他在被米内罗竞技解约后的6个月里没有踢过任何竞技足球。
然而，令许多人惊讶的是，37岁的佩特科维奇在弗拉门戈发挥了举足轻重的作用，他打进了8个球（包括2个角球直接进球），并带领俱乐部挑战最终赢得了第六个巴西锦标赛冠军，这是他职业生涯的第一个冠军。他克服了被主教练库卡排除在球队之外的困难，当他在7月刚加盟球队时，俱乐部仅仅排名第14位。
2009年11月20日，他在马拉卡纳入选巴西名人堂，从而成为第五位非巴西人和第三位获得这种荣誉的欧洲人。然后在12月7日，当赛季结束，弗拉门戈庆祝他们的冠军时，佩特科维奇赢得了传统的银球奖，由体育杂志Placar和ESPN Brasil组织的2009年巴西锦标赛的最佳中场球员。这是他第三次获此殊荣。
2011年6月5日，佩特科维奇在与科林蒂安的联赛上半场比赛结束后，作为职业球员退役。为了纪念他的退役，所有弗拉门戈球员在比赛中的球衣背面都有佩特科维奇的名字。

## 国家队生涯
佩特科维奇15岁时开始在南斯拉夫青年队踢球。在那个年代，他甚至在对阵塞浦路斯的比赛中仅用三秒钟就打进了足球界最快的进球之一。后来，他被召入参加1992年的土伦杯，他的球队取得了亚军，在3-0战胜美国的比赛中，佩特科维奇打进两球。当他还在参加土伦杯比赛时，他第一次被召入高级国家队，被列入1992年欧洲杯阵容。就在5月27日土伦锦标赛上3-0战胜美国的比赛后一天，佩特科维奇首次代表南斯拉夫队出场，于5月28日对佛罗伦萨的非官方友谊赛上。他甚至在比赛中成为了首发球员。这是老南斯拉夫国家队在被降为塞尔维亚和黑山联邦之前的最后一场比赛。
南斯拉夫队在5月31日由于内战而被停赛，此时距离开幕式只有十天。此后，佩特科维奇在1994年12月被召集参加塞黑队被禁赛后的第一场比赛，不过他一直坐在替补席上。在那一天，佩特科维奇开始与当时的教练斯洛博丹·桑特拉奇产生分歧。在桑特拉奇的命令下，他从第30分钟热身到第80分钟，然后决定坐下，因为他认为自己不会再踢了。桑特拉奇很反感，并叫了另一名后备球员上场；在另外两场比赛没有上场之后，佩特科维奇于1995年3月31日在贝尔格莱德对阵乌拉圭的比赛中获得了他的第一次出场。在下一场南斯拉夫对阵俄罗斯的比赛中，他被列入首发球员名单。在他的第二次上场比赛中，他在瓦莱里·卡尔平进球后仅一分钟就打进一球，但南斯拉夫仍以2比1输掉了比赛。1995年，佩特科维奇还参加了塞黑后来的三场比赛。然而，在1995年的最后一场比赛中，他再次与桑特拉奇发生争执，他确实反对桑特拉奇的品质。佩特科维奇在1996年3月对罗马尼亚的比赛中仍然得到了桑特拉奇的征召。然而，在比赛前两周，在塞维利亚的训练中，佩特科维奇遭受了严重的伤病，这将使他在本赛季剩下的时间里无法参加比赛。桑特拉奇不再召唤他，球员也没有参加1998年的世界杯比赛。
在米兰·日瓦迪诺维奇执掌塞黑国家队后，佩特科维奇才在国家队赢得了另一次机会。他在与巴西1-1的平局中成为首发球员。这是他在国家队的最后一场正式比赛。因为这个原因，佩特科维奇后来表示他相信被征召参加那场比赛，只是因为他可以成为塞黑队员的一个很好的葡萄牙语翻译。
有些人还将佩特科维奇很少被征召的原因归咎于他职业生涯的大部分时间都在为巴西球队效力，因此并不总是能让塞黑的教练们看到他的表现，在来到弗拉门戈后，他被博什科夫从2000年欧洲杯的名单中遗漏了就是证明。此外，佩特科维奇在接受《Placar》杂志采访时宣称，如果他留在欧洲，他更有可能得到征召。佩特科维奇还被传言与塞黑足协的关系不是很好，这也是他很少出场的另一个猜测。据他和他的家人说，另一个原因是他拒绝接受足协高级官员的行贿。

## 个人生活

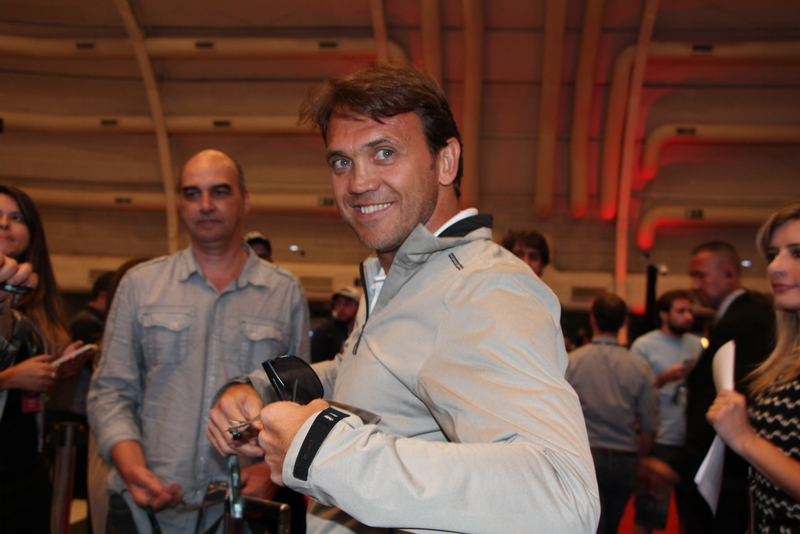
退役后的佩特科维奇

- 退役后的佩特科维奇2009年11月，在佩特科维奇在弗拉门戈的巅峰赛季之后，塞尔维亚电影导演达尔科·巴伊奇开始拍摄一部关于佩特科维奇的生活和职业道路的纪录片。最初的工作名称是Rambo Petković - 90 minuta sa produžecima, životni meč，后来改为O Gringo，这部电影打算在2010年世界杯前放映。[23]显然，自从2001年佩特科维奇在弗拉门戈取得初步成功后，导演就想拍这部电影，但球员对这个想法并不兴奋。佩特科维奇最终在他第二次效力弗拉门戈时同意了。2009年12月29日，这部尚未完成的电影在贝尔格莱德进行了宣传。[24]
- 他在弗拉门戈获得第五个联赛冠军的道路上发挥了关键作用，激励了一首流行歌曲《É o Pet》。
- 尽管塞尔维亚媒体偶尔会提到他可能会回国在红星完成他的职业生涯和/或在他的球员生涯结束后在俱乐部担任行政职务，但佩特科维奇在2010年初说，即使在退役后，他也会继续住在巴西。虽然没有提到具体的事情，但他说他想利用2014年世界杯和2016年里约奥运会为那些想参与体育活动的人提供的机会。[25]
- 在2018年世界杯期间，佩特科维奇是巴西体育有线电视专营公司SporTV的评论员。他还在体育记者安德烈·里泽克和马塞洛·巴雷托主持的夜间节目中与克拉伦斯·西多夫一起担任分析员。
- 2010年6月20日，塞尔维亚外交部长武克·耶雷米奇宣布任命德扬`佩特科维奇为塞尔维亚驻巴西名誉领事。[26][27][28]

## 荣誉

### 俱乐部

#### 贝尔格莱德红星
- 南斯拉夫甲级联赛冠军：1991–92, 1994–95
- 南斯拉夫杯：1992–93, 1994–95

#### 皇家马德里
- 西甲联赛冠军：1996–97
- 西班牙超级杯：1997

#### 维多利亚
- 巴亚诺杯：1997, 1999
- 东北杯：1999

#### 弗拉门戈
- 里约热内卢州锦标赛：2000，2001
- 巴西冠军杯：2001
- 巴西足球甲级联赛冠军：2009

#### 达伽马
- 里约热内卢州锦标赛：2003

#### 伊蒂哈德
- 阿拉伯球会冠军杯：2005

### 个人
- 巴西甲级联赛年度最佳阵容：2005，2009
- 银球奖：2004，2005，2009
- 尼什年度最佳运动员：2009